# 蔭山氏広
蔭山 氏広（かげやま うじひろ）は、安土桃山時代の武士。
蔭山氏6代当主。伊豆国河津城主。

## 概要
松田憲秀の同心衆（寄子）。
永禄9年（1567年）4月12日には新四郎の名前で北条氏政に感状を送られている。
『寛政重修諸家譜』によれば、天正18年（1590年）の小田原城落城の際に伊豆国賀殿に蟄居したという。